# Paweł Opaliński
Paweł Opaliński (ur. 23 lutego 1967 w Kielcach) – polski artysta fotograf. Członek rzeczywisty Związku Polskich Artystów Fotografików (Okręg Świętokrzyski). Członek Rady Artystycznej zarządu Głównego ZPAF. Członek Stowarzyszenia Artystycznego Ecce Homo. Dyrektor artystyczny świętokrzyskiego oddziału Echa Dnia.

## Życiorys
Paweł Opaliński absolwent Akademii Sztuk Pięknych w Łodzi (Wydział Grafiki i Malarstwa – doktorat w 2011, habilitacja w 2017 – w Akademii Sztuk Pięknych w Warszawie), związany ze świętokrzyskim środowiskiem fotograficznym – mieszka, pracuje, tworzy w Kielcach. Jest wykładowcą w Europejskiej Akademii Sztuki w Warszawie, w Wyższej Szkole Informatyki i Umiejętności w Łodzi oraz Instytutu Sztuk Pięknych Uniwersytetu Jana Kochanowskiego w Kielcach. Jest autorem projektów graficznych (m.in. kilkuset projektów, layoutów prasowych) oraz kampanii reklamowych. Miejsce szczególne w jego twórczości zajmuje fotografia krajobrazowa, fotografia kreacyjna. 
Paweł Opaliński jest autorem i współautorem wielu wystaw fotograficznych; indywidualnych i zbiorowych oraz pokonkursowych – gdzie otrzymał wiele akceptacji, medali, nagród, wyróżnień, dyplomów, listów gratulacyjnych. Jego fotografie były prezentowane m.in. w Czechach, na Słowacji, Ukrainie, w Wielkiej Brytanii oraz w Polsce. W 2008 został przyjęty w poczet członków Okręgu Świętokrzyskiego Związku Polskich Artystów Fotografików (legitymacja nr 993), w którym sprawował funkcję wiceprezesa Zarządu Okręgu Świętokrzyskiego ZPAF oraz członka Rady Artystycznej Zarządu Głównego ZPAF (kadencja 2011–2014). 
W 2015 za twórczość artystyczną został uhonorowany Świętokrzyską Nagrodą Kultury I stopnia (nagrodą przyznawaną przez Zarząd Województwa Świętokrzyskiego).